# Oar pratanaria
Oar pratanaria är en fjärilsart som beskrevs av Turt. 1802. Oar pratanaria ingår i släktet Oar och familjen mätare. Inga underarter finns listade i Catalogue of Life.